# エヴァン・ライサチェク
エヴァン・フランク・ライサチェク（英語: Evan Frank Lysacek, 1985年6月4日 - ）は、アメリカ合衆国イリノイ州シカゴ出身の男性フィギュアスケート選手。日本語ではライザチェク、ライザチェックなどの表記もある。2010年バンクーバーオリンピック金メダリスト。2009年世界選手権優勝。

## 人物
イリノイ州シカゴに生まれ、同州ナパービルで育つ。家族は、ナパービルで代用教員として勤める母・ターニャ(旧姓サントロ)、建設業の父・ドン、姉・ローラ、バレーボール選手の妹・クリスティーナと、本人の5人家族。2003年にネクアバレイ高校を卒業した。
イタリア人とチェコ人の血を引く。チェコでの縁戚のインタビューによると、ライサチェクの曽祖父が1925年にチェコスロバキアからアメリカのシカゴに移住した。父親は本人の談によると「100％チェコ人」。母親はイタリア、ギリシャ、シリア人の混血。ライサチェク本人はイタリアの血は約25％とファンからの質問に答えている。正教徒であり、最も大事な持ち物としてギリシャ正教式の十字架を挙げている。
選手時代はカリフォルニア州ロサンゼルスで生活しており、エル・セグンドウのトヨタスポーツセンターを練習拠点にしていた。コンディション調整にはパワー・ヨーガを取り入れている。慈善活動に積極的に参加している。
独学で演技の勉強をしながら、ビバリーヒルズの演劇学校でスタニスラフスキー・システムを学んでいた事があり、自主制作のショートフィルム"Skate Great!"では、ロシアのオリンピック金メダリストを演じている。また渡辺杏（現:杏）も在籍するモデルエージェンシーのDNAモデルマネージメントにも所属していたことがある。
フランク・キャロルやタチアナ・タラソワは彼を「練習の虫」と評している。

## 経歴

### 幼少期-ジュニア時代
8歳からスケートを始める。アイス・カペーズ（アイスショー）の大ファンだった祖母は、ライサチェクにクリスマスプレゼントとしてスケート靴を与えた。彼はもともとアイスホッケーをやりたがっていたが、母が彼と姉をフィギュアスケート教室に入会させたため、スケートを学ぶことになった。彼はスケートに夢中になり、すぐに競技会にも出始めた。
1996年、全米ジュニア選手権ジュブナイルクラスで優勝。1997年からインタメディエイトクラスに上がると、リージョナル、セクショナルを制し、ジュニアオリンピックでも4位に入った。
1998年全米選手権ノービスクラスでは予選落ちだったが、翌1999年は13歳で優勝を果たす。さらに2000年全米選手権ジュニアクラスでも優勝。全米選手権のノービスクラスとジュニアクラスを立て続けに制した男性スケーターはテリー・クビカ以来である。
2000-2001シーズンから、ライサチェクは国際大会でも結果を出し始める。ジュニアグランプリでは2つの銀メダルを獲得し、ISUジュニアグランプリファイナルに出場。初めて出場したシニアの全米選手権では12位につけた。世界ジュニア選手権では、当初補欠の2番手だったものの、負傷により辞退したライアン・ブラッドレイの替わりに出場すると2位に入った。優勝したのはジョニー・ウィアーで、世界ジュニア選手権でアメリカの選手が同時に1位と2位に入るのは、1987年以来のことであった。
2001-2002シーズンは肋骨骨折など相次ぐ怪我に見舞われ、練習も十分にできなかった。さらに、アメリカ同時多発テロ事件が発生すると、アメリカフィギュアスケート協会はジュニアグランプリフェニックスの開催を中止、またアメリカ所属選手のジュニアグランプリ派遣も中止してしまった。これらの要因によりライサチェクはモチベーションを失ってしまい、全米選手権では12位にとどまり、世界ジュニア選手権の代表にも選ばれなかった。
それからライサチェクは食事やトレーニングを見直し、明確な目標を設定して立て直しを図った。2002-2003年シーズン、ジュニアグランプリで2つの銀メダルを獲得し、3年ぶりにジュニアグランプリファイナルに出場。全米選手権では7位まで順位を上げ、四大陸選手権でシニアの国際大会デビューを果たした。世界ジュニア選手権では、2002年大会の結果によりアメリカ男子出場枠が2枠に減っており、翌2004年大会の出場枠を3枠に増やすべく、ライサチェクともう1人の代表であるパーカー・ペニングトンに大きな期待が集まっていた。しかし、ペニングトンが棄権したため、ライサチェクの演技に全てがかかることになった。ライサチェクは予選で彼にとっては初めてとなる3回転アクセルに成功、フリースケーティングでも3回転アクセルを成功させて、銀メダルを獲得した。この結果により、翌2004年大会のアメリカ男子出場枠は3枠に広がった。
2003年に高校を卒業すると、コーチをケン・コンゲミとフランク・キャロルに変更し、練習拠点もカリフォルニア州エル・セグンドウに移した。2003-2004年シーズン、ジュニアグランプリSBC杯、クロアチア杯、ファイナルで全て優勝。全米選手権で5位に入り、四大陸選手権ではシニアの国際大会で初めてのメダルとなる銅メダルを獲得した。世界ジュニア選手権では前年と同じ2位となった。

### シニア時代(2004-2010)
2004-2005シーズンからシニアに完全移行。臀部の負傷もあって、グランプリシリーズでは出場した2戦とも5位に終わる。全米選手権で銅メダル。四大陸選手権ではシニアの国際大会で初めての優勝を果たした。続く世界選手権でも初出場ながら3位となり、表彰台に立った。
2005-2006シーズン、グランプリシリーズスケートアメリカで2位となるも、フリースケーティングの「グリース」がうまくいっていないと感じたライサチェクとコーチのフランク・キャロルはプログラムを「カルメン」に変更。この試みは成功し、NHK杯でも2位となり、アメリカ男子シングルでただ一人グランプリファイナルへの出場権を得た。（NHK杯後にショートプログラムのジプシーキングスも変更し、前シーズンのエスパーニャ・カニに戻している）
しかし、滑液嚢炎と右臀部の腱の炎症により棄権を余儀なくされる。全米選手権ではジョニー・ウィアーに続く2位となり、トリノオリンピック代表の座を手にする。
迎えたオリンピック、ショートプログラムでは体調不良によるジャンプの転倒が響き10位と出遅れる。しかも演技後、ウイルス性胃腸炎に罹ってしまった。練習もできず、選手村で点滴静脈注射を受けるという状況で、一時は棄権も考えられた。しかしフリースケーティングに出場すると、上位選手たちがミスを連発する中、4回転ジャンプこそ跳ばなかったが8つの3回転ジャンプを決め、フリースケーティング3位、総合4位入賞と健闘した。オリンピック後の世界選手権でも体調不良は続き、吐血することさえあったという。それでも予選、フリースケーティングで4回転ジャンプに挑戦し、予選では転倒、フリースケーティングでは両足着氷となるものの、前年に続き銅メダルを獲得した。
2006-2007シーズン、グランプリシリーズ初戦のスケートアメリカで2位、次戦の中国杯で優勝し、グランプリファイナルに進出。しかし練習中に右臀部を痛めたため棄権。全米選手権では、このシーズン初めて大きなミスなくショートプログラムを演じきり首位スタート、フリースケーティングでは初めて成功させた4回転-3回転コンビネーションを含むジャンプ、スピン、ステップ全ての要素をミスなくまとめ上げ、スタンディングオベーションを受けて初優勝を果たした。四大陸選手権でも好調を維持して優勝。続く世界選手権では、ショートプログラムに4回転ジャンプを入れようと試みるも着氷が乱れ、フリースケーティングでもジャンプのミスが目立って総合5位にとどまり、3年連続の世界選手権表彰台は叶わなかった。

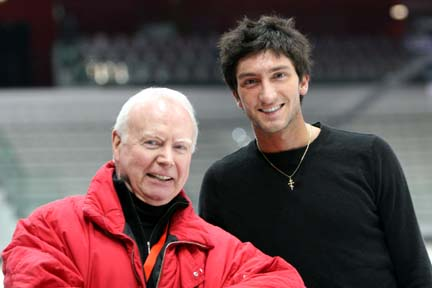
2007GPF、コーチのフランク・キャロルと

2007-2008シーズン、初戦のスケートアメリカで2位、次戦の中国杯でも2位となり、3年連続のグランプリファイナル出場を決めた。グランプリファイナルでは、4回転ジャンプを成功させ、スピン・ステップでも質の高い演技をして3位となった。全米選手権ではショートプログラム2位からフリースケーティングで追い上げ、総合得点でジョニー・ウィアーに並んだが、同点の場合はフリースケーティングの得点が高い方を勝者とするというルールにより、2連覇を果たした。四大陸選手権ではショートプログラムと総合のパーソナルベストを更新して3位となった。3月12日、練習中トリプルアクセルを飛んだ時に右足のブレードが壊れ転倒、腕やひじ、肩を痛め、2週間競技ができない状態となったため、世界選手権を欠場した。
2008－2009シーズン、グランプリシリーズではジャンプが回転不足と認定されることが多く、スケートアメリカ、スケートカナダともに3位に終わり、グランプリファイナルへの出場を逃した。3連覇のかかった全米選手権では3位に終わったが、四大陸選手権と世界選手権の出場権を獲得した。四大陸選手権では2位、地元ロサンゼルスで行われた世界選手権では初優勝を果たした。日本で行われた国別対抗戦ではアメリカチームのキャプテンとして男子シングルに出場し1位、チームの優勝に貢献した。

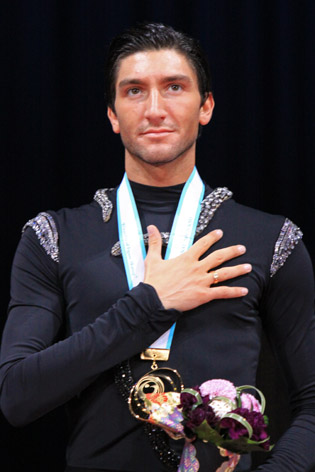
2009グランプリファイナル

2009-2010シーズン、グランプリファイナルで初優勝、全米選手権で2位となり、バンクーバーオリンピック代表に内定した。バンクーバーオリンピックでは、足の状態と成功率の悪さから4回転回避を明言して演技を披露。ショートプログラムトップで前回トリノオリンピック覇者のエフゲニー・プルシェンコを破り逆転優勝。アメリカにおけるフィギュアスケートの男子シングルとしては1988年カルガリーオリンピックのブライアン・ボイタノ以来、22年ぶりの金メダルをもたらした。しかし4回転を回避して優勝した結果、銀メダルのプルシェンコと彼の母国ロシアを中心にこの結果と採点基準に論争が巻き起こった。

### バンクーバーオリンピック優勝後(2010-)
五輪の後は世界選手権を欠場し、メディアの取材や故郷ナパーヴィルへの凱旋、ダンシング・ウィズ・ザ・スターズのシーズン10の為の社交ダンス練習や収録、ダンシング～と並行してスターズ・オン・アイスツアーなどに参加し多忙な日々を送っているが、現役続行も示唆している。ダンシング～ではロシア人プロダンサーのアンナ・トレブンスカヤと組み3組が残る決勝まで進み、準優勝となる。。
2011-2012シーズン、グランプリシリーズのスケートアメリカとエリック・ボンパール杯にエントリーしていたが、シリーズ開幕直前の10月14日、米国フィギュアスケート連盟（USFSA）がシリーズ欠場を発表した。USFCAの広報担当によると、金銭的な問題でUSFSAとの契約の合意ができなかったことが理由であるという。
2012年8月10日、2014年ソチオリンピックを目指して競技復帰を表明。GPシリーズスケートアメリカに出場を予定していたが、股関節痛のため欠場。さらに、11月中旬に行ったスポーツヘルニアの手術からの回復を待つために、全米選手権も欠場。
2013-2014シーズン、競技復帰を予定していたUSインターナショナルクラシックを腹筋の肉離れのために欠場。さらに左臀部の関節唇断裂が見つかったため、スケートアメリカも欠場。怪我からの回復が完全では無いことを理由に、ソチオリンピックへの出場を断念した。
2014年8月30日 NBCのインタビューで自身の今後については「アマチュアキャリアの終わりに近づいている」と述べた。ライサチェクはバンクーバーオリンピック優勝後に怪我や契約不合意などのさまざまな理由でアマチュア競技会には一度も出場しておらず、彼のエージェントも「ライサチェクの発言が彼の行きたい方向を示唆しているが、公式発表をする必要がある」としている。
2015年に怪我を理由に競技やアイスショーからは引退し不動産業の仕事にしばらく就いていたが、後に彼の衣装デザイナーを務めたヴェラ・ウォンのニューヨークの会社で移りそこで働いている。同じく引退してニューヨークの会社で働いている長年の友人のサーシャ・コーエンとは時々会っている。

## スケート技術
長身と長い手足を活かしたダイナミックな演技と、情熱的な表現力を持ち味にする。スピンやステップにおいても高いレベルをとることができる。

### ジャンプ
ウォーレイからの3回転ルッツを得意とする。
かつては4回転トウループを積極的に取り入れていており、07-08シーズンは出場した全試合のショートプログラム・フリーともに4回転を組み入れた。2008年に練習中の負傷で世界選手権を欠場したのち、プログラムより4回転をはずすことが増え、09-10シーズンで4回転を組み入れたのは全米選手権のフリーのみである。バンクーバーオリンピックのSP終了後の会見にてプルシェンコが4回転ジャンプを跳ばない事を暗に批判したことに対し、「スピードスケートでいうなら、最初の一歩が次の一歩より大事ということはない。それと同じ。ジャンプもステップもスピンも同等に重要だ」と返した。

## 主な戦績
| 大会/年              | 99-00 | 00-01 | 01-02 | 02-03 | 03-04 | 04-05 | 05-06 | 06-07 | 07-08 | 08-09   | 09-10 |
| -------------------- | ----- | ----- | ----- | ----- | ----- | ----- | ----- | ----- | ----- | ------- | ----- |
| 冬季オリンピック     |       |       |       |       |       |       | 4     |       |       |         | 1     |
| 世界選手権           |       |       |       |       |       | 3     | 3     | 5     | 棄権  | 1       |       |
| 四大陸選手権         |       |       |       | 10    | 3     | 1     |       | 1     | 3     | 2       |       |
| 世界国別対抗戦       |       |       |       |       |       |       |       |       |       | T1 / P1 |       |
| 全米選手権           | 1 J   | 12    | 12    | 7     | 5     | 3     | 2     | 1     | 1     | 3       | 2     |
| GPファイナル         |       |       |       |       |       |       | 棄権  | 棄権  | 3     |         | 1     |
| GPスケートカナダ     |       |       |       |       |       |       |       |       |       | 3       |       |
| GPスケートアメリカ   |       |       |       |       |       | 5     | 2     | 2     | 2     | 3       | 1     |
| GP中国杯             |       |       |       |       |       |       |       | 1     | 2     |         | 2     |
| GPロシア杯           |       |       |       |       |       | 5     |       |       |       |         |       |
| GPNHK杯              |       |       |       |       |       |       | 2     |       |       |         |       |
| 世界Jr.選手権        |       | 2     |       | 2     | 2     |       |       |       |       |         |       |
| JGPファイナル        |       | 8     |       | 5     | 1     |       |       |       |       |         |       |
| JGPSBC杯             |       |       |       |       | 1     |       |       |       |       |         |       |
| JGPクロアチア杯      |       |       |       |       | 1     |       |       |       |       |         |       |
| JGPモントリオール    | 7     |       |       | 2     |       |       |       |       |       |         |       |
| JGPクールシュヴェル  |       |       |       | 2     |       |       |       |       |       |         |       |
| JGPピルエッテン      |       | 2     |       |       |       |       |       |       |       |         |       |
| JGPブラオエン杯      |       | 2     |       |       |       |       |       |       |       |         |       |
| JGPサルコウ杯        | 1     |       |       |       |       |       |       |       |       |         |       |
| トリグラフトロフィー |       |       | 1 J   |       |       |       |       |       |       |         |       |
| ガルデナスプリング杯 | 2 J   |       |       |       |       |       |       |       |       |         |       |

- J = ジュニアクラス

### 詳細
| 2009-2010 シーズン       |                                                            |         |          |          |
| 開催日                   | 大会名                                                     | SP      | FS       | 結果     |
| 2010年2月12日 - 28日     | バンクーバーオリンピック（バンクーバー）                   | 2 90.30 | 1 167.37 | 1 257.67 |
| 2010年1月14日 - 24日     | 全米フィギュアスケート選手権（スポケーン）                 | 2 83.69 | 3 154.94 | 2 238.63 |
| 2009年12月3日 - 6日      | 2009/2010 ISUグランプリファイナル（東京）                  | 2 89.85 | 2 159.60 | 1 249.45 |
| 2009年11月12日 - 15日    | ISUグランプリシリーズ スケートアメリカ（レークプラシッド） | 1 79.17 | 1 158.55 | 1 237.72 |
| 2009年10月29日 - 11月1日 | ISUグランプリシリーズ 中国杯（北京）                       | 3 80.80 | 2 151.37 | 2 232.17 |

| 2008-2009 シーズン       |                                                      |         |          |          |
| 開催日                   | 大会名                                               | SP      | FS       | 結果     |
| 2009年4月16日 - 19日     | 2009年世界フィギュアスケート国別対抗戦（東京）       | 2 83.70 | 1 154.86 | 1 238.56 |
| 2009年3月23日 - 29日     | 2009年世界フィギュアスケート選手権（ロサンゼルス）   | 2 82.70 | 1 159.53 | 1 242.23 |
| 2009年2月2日 - 8日       | 2009年四大陸フィギュアスケート選手権（バンクーバー） | 2 81.65 | 2 155.50 | 2 237.15 |
| 2009年1月18日 - 25日     | 全米フィギュアスケート選手権（クリーブランド）       | 2 83.59 | 4 145.51 | 3 229.10 |
| 2008年10月31日 - 11月2日 | ISUグランプリシリーズ スケートカナダ（オタワ）       | 4 71.40 | 4 137.87 | 3 209.27 |
| 2008年10月23日 - 26日    | ISUグランプリシリーズ スケートアメリカ（エバレット） | 1 81.30 | 3 141.91 | 3 223.21 |

| 2007-2008 シーズン    |                                                      |         |          |          |
| 開催日                | 大会名                                               | SP      | FS       | 結果     |
| 2008年4月20日         | 2008年ジャパンオープン（さいたま）                   | -       | 1 151.95 | 3 団体   |
| 2008年2月11日 - 17日  | 2008年四大陸フィギュアスケート選手権（高陽）         | 2 84.06 | 3 149.05 | 3 233.11 |
| 2008年1月20日 - 27日  | 全米フィギュアスケート選手権（セントポール）         | 2 82.05 | 1 162.72 | 1 244.77 |
| 2007年12月13日 - 16日 | 2007/2008 ISUグランプリファイナル（トリノ）          | 3 79.70 | 3 150.08 | 3 229.78 |
| 2007年11月7日 - 11日  | ISUグランプリシリーズ 中国杯（ハルビン）             | 1 81.55 | 2 147.81 | 2 229.36 |
| 2007年10月25日 - 28日 | ISUグランプリシリーズ スケートアメリカ（レディング） | 2 67.70 | 1 152.38 | 2 220.08 |

| 2006-2007 シーズン    |                                                              |         |          |          |
| 開催日                | 大会名                                                       | SP      | FS       | 結果     |
| 2007年3月19日 - 25日  | 2007年世界フィギュアスケート選手権（東京）                   | 5 73.49 | 5 148.69 | 5 222.18 |
| 2007年2月5日 - 11日   | 2007年四大陸フィギュアスケート選手権（コロラドスプリングス） | 4 67.04 | 1 159.23 | 1 226.27 |
| 2007年1月21日 - 28日  | 全米フィギュアスケート選手権（スポケーン）                   | 1 78.99 | 1 169.89 | 1 248.88 |
| 2006年11月9日 - 12日  | ISUグランプリシリーズ 中国杯（南京）                         | 2 69.20 | 1 150.84 | 1 220.04 |
| 2006年10月26日 - 29日 | ISUグランプリシリーズ スケートアメリカ（ハートフォード）     | 3 70.35 | 1 150.74 | 2 221.09 |

| 2005-2006 シーズン  |                                                                  |         |          |          |          |
| 開催日              | 大会名                                                           | 予選    | SP       | FS       | 結果     |
| 2006年3月19日-26日  | 2006年世界フィギュアスケート選手権（カルガリー）                 | 2 34.93 | 8 70.32  | 3 149.97 | 3 255.22 |
| 2006年2月10日-26日  | トリノオリンピック（トリノ）                                     | -       | 10 67.55 | 3 152.58 | 4 220.13 |
| 2006年1月7日-15日   | 全米フィギュアスケート選手権（セントルイス）                     | -       | 3 74.03  | 1 150.44 | 2 224.47 |
| 2005年12月1日-4日   | ISUグランプリシリーズ NHK杯（大阪）                              | -       | 3 71.05  | 1 142.50 | 2 213.55 |
| 2005年10月20日-23日 | ISUグランプリシリーズ スケートアメリカ（アトランティックシティ） | -       | 3 67.75  | 3 125.96 | 2 193.71 |

| 2004-2005 シーズン  |                                                        |         |         |          |          |
| 開催日              | 大会名                                                 | 予選    | SP      | FS       | 結果     |
| 2005年3月14日-20日  | 2005年世界フィギュアスケート選手権（モスクワ）         | 3 32.13 | 4 73.42 | 4 133.74 | 3 239.29 |
| 2005年2月14日-20日  | 2005年四大陸フィギュアスケート選手権（江陵）           | -       | 5 63.25 | 1 133.14 | 1 196.39 |
| 2005年1月9日-16日   | 全米フィギュアスケート選手権（ポートランド）           | -       | 3       | 3        | 3        |
| 2004年11月25日-28日 | ISUグランプリシリーズ ロシア杯（モスクワ）             | -       | 4 61.95 | 6 110.50 | 5 172.45 |
| 2004年10月21日-24日 | ISUグランプリシリーズ スケートアメリカ（ピッツバーグ） | -       | 5 54.87 | 8 107.64 | 5 162.51 |

| 2003-2004 シーズン   |                                                      |      |    |    |      |
| 開催日               | 大会名                                               | 予選 | SP | FS | 結果 |
| 2004年2月29日-3月7日 | 2004年世界ジュニアフィギュアスケート選手権（ハーグ） | 1    | 2  | 2  | 2    |
| 2004年1月19日-25日   | 2004年四大陸フィギュアスケート選手権（ハミルトン）   | -    | 4  | 3  | 3    |
| 2004年1月3日-11日    | 全米フィギュアスケート選手権（アトランタ）           | -    | 3  | 5  | 5    |
| 2003年12月11日-14日  | 2003/2004 ISUジュニアグランプリファイナル（マルメ）  | -    | 1  | 1  | 1    |
| 2003年10月22日-26日  | ISUジュニアグランプリ クロアチア杯（ザグレブ）       | -    | 1  | 1  | 1    |
| 2003年10月16日-19日  | ISUジュニアグランプリ SBC杯（岡谷）                  | -    | 1  | 1  | 1    |

| 2002-2003 シーズン   |                                                            |      |    |    |      |
| 開催日               | 大会名                                                     | 予選 | SP | FS | 結果 |
| 2003年2月24日-3月2日 | 2003年世界ジュニアフィギュアスケート選手権（オストラヴァ） | 2    | 1  | 2  | 2    |
| 2003年2月10日-16日   | 2003年四大陸フィギュアスケート選手権（北京）               | -    | 11 | 10 | 10   |
| 2003年1月12日-19日   | 全米フィギュアスケート選手権（ダラス）                     | -    | 9  | 7  | 7    |
| 2002年12月12日-15日  | 2002/2003 ISUジュニアグランプリファイナル（ハーグ）        | -    | 7  | 4  | 5    |
| 2002年9月26日-29日   | ISUジュニアグランプリ モントリオール（モントリオール）     | -    | 1  | 2  | 2    |
| 2002年8月21日-25日   | ISUジュニアグランプリ クールシュヴェル（クールシュヴェル） | -    | 1  | 2  | 2    |

| 2001-2002 シーズン   |                                                           |    |    |      |
| 開催日               | 大会名                                                    | SP | FS | 結果 |
| 2002年4月18日 - 21日 | 2002年トリグラフトロフィー ジュニアクラス（イェセニツェ） | 3  | 1  | 1    |
| 2002年1月6日 - 13日  | 全米フィギュアスケート選手権（ロサンゼルス）              | 10 | 13 | 12   |

| 2000-2001 シーズン   |                                                                |      |    |    |      |
| 開催日               | 大会名                                                         | 予選 | SP | FS | 結果 |
| 2001年2月26日-3月2日 | 2001年世界ジュニアフィギュアスケート選手権（ソフィア）         | 3    | 2  | 3  | 2    |
| 2001年1月14日-21日   | 全米フィギュアスケート選手権（ボストン）                       | -    | 15 | 11 | 12   |
| 2000年12月14日-17日  | 2000/2001 ISUジュニアグランプリファイナル（エア）              | -    | 7  | 7  | 8    |
| 2000年11月2日-5日    | ISUジュニアグランプリ ピルエッテン（ハーマル）                 | -    | 3  | 2  | 2    |
| 2000年10月5日-8日    | ISUジュニアグランプリ ブラオエン・シュベルター杯（ケムニッツ） | -    | 2  | 2  | 2    |

| 1999-2000 シーズン      |                                                               |    |    |      |
| 開催日                  | 大会名                                                        | SP | FS | 結果 |
| 2000年1月6日 - 13日     | 全米フィギュアスケート選手権 ジュニアクラス（クリーブランド） | 5  | 1  | 1    |
| 1999年11月4日 - 7日     | ISUジュニアグランプリ サルコウ杯（ストックホルム）            | 4  | 1  | 1    |
| 1999年9月29日 - 10月3日 | ISUジュニアグランプリ モントリオール（モントリオール）        | 7  | 7  | 7    |

| 1998-1999 シーズン  |                                                                   |    |    |      |
| 開催日              | 大会名                                                            | SP | FS | 結果 |
| 1999年1月7日 - 14日 | 全米フィギュアスケート選手権 ノービスクラス（ソルトレイクシティ） | 2  | 1  | 1    |

## プログラム使用曲
| シーズン  | SP | FS | EX |
| --------- | --- | --- | --- |
| 2013–2014 | 映画『ブラック・スワン』より 作曲：クリント・マンセル 振付：ローリー・ニコル                                                      | あなたの声に心は開く 歌劇『サムソンとデリラ』より 作曲：カミーユ・サン＝サーンス 振付：ローリー・ニコルバレエ『ドン・キホーテ』より 作曲：レオン・ミンクス 振付：ローリー・ニコル    | |
| 2012–2013 | ポエタ 作曲：ビセンテ・アミーゴ 振付：ローリー・ニコル                                                                            | あなたの声に心は開く 歌劇『サムソンとデリラ』より 作曲：カミーユ・サン＝サーンス 振付：ローリー・ニコル                                                                              | 金平糖の精と王子のパ・ド・ドゥ バレエ『くるみ割り人形』より 作曲：ピョートル・チャイコフスキーアイ・ビリーブ・アイ・キャン・フライ 曲：R・ケリー |
| 2009–2010 | バレエ『火の鳥』より 作曲：イーゴリ・ストラヴィンスキー 振付：ローリー・ニコル                                                    | バレエ『シェヘラザード』より 作曲：ニコライ・リムスキー＝コルサコフ 振付：ローリー・ニコル                                                                                           | 『八十日間世界一周』のテーマ ボーカル：フランク・シナトララプソディ・イン・ブルー 作曲：ジョージ・ガーシュウィンマン・イン・ザ・ミラー ボーカル：マイケル・ジャクソン                                                                                         |
| 2008-2009 | ボレロ 作曲：モーリス・ラヴェル 振付：タチアナ・タラソワ                                                                          | ラプソディ・イン・ブルー 作曲：ジョージ・ガーシュウィン 振付：タチアナ・タラソワ | セブン・ネイション・アーミー 演奏：ザ・ホワイト・ストライプス 仕事は終わらない 作曲：ダフト・パンク Stronger 作曲：カニエ・ウェストビリー・ジーン ボーカル：マイケル・ジャクソンWaterworks 演奏：Almost Amy                                                   |
| 2007-2008 | 映画『レジェンド・オブ・ゾロ』より 映画『マスク・オブ・ゾロ』より 作曲：ジェームズ・ホーナー                                      | 歌劇『トスカ』より 作曲：ジャコモ・プッチーニ | ボストン 曲：オーガスターナ星は光りぬ 歌劇『トスカ』より 作曲：ジャコモ・プッチーニアヴェ・マリア 作曲：アンドレア・ボチェッリビリー・ジーン ボーカル：マイケル・ジャクソン                                                                                   |
| 2006-2007 | 奇跡の始まり 作曲：ピーター・ガブリエル                                                                                           | 歌劇『カルメン』より 作曲：ジョルジュ・ビゼー 編曲：ロディオン・シチェドリン | ワン 曲：U2Forever Young 作曲：Youth Groupアヴェ・マリア 作曲：アンドレア・ボチェッリGirl, You Really Got Me 作曲：ヴァン・ヘイレンニード・ユー・トゥナイト 作曲：INXSBoston 作曲：オーガスターナ                                                             |
| 2005-2006 | Vamos a Bailar 作曲：ジプシー・キングス エスパーニャ・カーニ 作曲：パスカル・マルキーナ・ナロ 演奏：101ストリングス・オーケストラ | 映画『グリース』より 作曲：バリー・ギブ、ジム・ジェイコブス 編曲：ウォーレン・ケイシー、ポール・ルドロフ歌劇『カルメン』より 作曲：ジョルジュ・ビゼー 編曲：ロディオン・シチェドリン | スウェイ ボーカル：マイケル・ブーブレタイム・トゥ・セイ・グッバイ ボーカル：サラ・ブライトマン、アンドレア・ボチェッリラン・イット ボーカル：クリス・ブラウン ゲット・リズム ボーカル：ジョニー・キャッシュ ハウンド・ドッグ ボーカル：エルヴィス・プレスリー |
| 2004-2005 | エスパーニャ・カーニ 作曲：パスカル・マルキーナ・ナロ 演奏：101ストリングス・オーケストラ                                         | 映画『雨に唄えば』より 作曲：ナシオ・ハーブ・ブラウン | スウェイ ボーカル：マイケル・ブーブレ |
| 2003-2004 | エスパーニャ・カーニ 作曲：パスカル・マルキーナ・ナロ 演奏：101ストリングス・オーケストラ                                         | ピアノ協奏曲第2番 作曲：セルゲイ・ラフマニノフ | タイム・トゥ・セイ・グッバイ ボーカル：サラ・ブライトマン、アンドレア・ボチェッリ |
| 2002-2003 | エスパーニャ・カーニ 作曲：パスカル・マルキーナ・ナロ 演奏：101ストリングス・オーケストラ                                         | 映画『ドロップ・ゾーン』より 作曲：ハンス・ジマー | 砂漠のバラ 作曲：スティングタイム・トゥ・セイ・グッバイ ボーカル：サラ・ブライトマン、アンドレア・ボチェッリ |
| 2000-2001 | Dreams 作曲：CJ Dolan-Winter | The Anniversary Waltz 作曲：ヴェルダン・スマイロヴィッチ | Let's Get Loud ボーカル：ジェニファー・ロペス |
| 1999-2000 | 映画『四十二番街』より 作曲：ハリー・ウォーレン                                                                                   | 映画『ロミオとジュリエット』より 作曲：ニーノ・ロータ | |
| 1998-1999 | ジプシー・キングスメドレー | 映画『ロミオとジュリエット』より 作曲：ニーノ・ロータ | |